# КАМАЗ-4310
КАМАЗ-4310 — советский и российский крупнотоннажный грузовой автомобиль повышенной проходимости Камского автомобильного завода, основная модель.
Значительная часть этих машин производилась для нужд Вооруженных сил СССР. Первая партия выпущена в январе 1981 года в качестве трудового подарка к XXVI съезду КПСС. Суммарно произведён 273 901 автомобиль этой модели.

## Устройство автомобиля

### Двигатель
Двигатель:
- Модель КАМАЗ-740.10 — на КАМАЗ-43105 и мод.
- КАМАЗ-740.10-20 — на КАМАЗ-43101 и КАМАЗ-43106.
- Модель КАМАЗ-740.10: мощность 154 кВт (210 л. с.) при 2600 об/мин, крутящий момент 637 Н·м (65 кгс·м) при 1600—1800 об/мин.
- Модель КАМАЗ-740.10-20: мощность 162 кВт (220 л. с.) при 2600 об/мин, крутящий момент 667 Н·м (68 кгс·м) при 1600—1800 об/мин. Также в народе за ним закрепилось неофициальное название «Рэкс»[источник не указан 1699 дней].

### Трансмиссия и рулевое управление
Трансмиссия обеспечивает полный привод, реализована на базе МКПП и раздаточной коробки.
Привод постоянный полный.
Мосты снабжены механически блокируемыми дифференциалами.
Коробка передач пятиступенчатая, с синхронизаторами на II, III, IV и V передачах.
Передаточные числа:
| - I — 7,82;   |  | - IV — 1,53;     |
| - II — 4,03;  |  | - V — 1,0;       |
| - III — 2,50; |  | - Задняя — 7,38. |

Раздаточная коробка с двухступенчатым редуктором и цилиндрическим блокируемым межосевым дифференциалом планетарного типа, распределяющим крутящий момент между постоянно включённым передним мостом и мостами задней тележки в отношении 1:2.
Передаточные числа раздаточной коробки:
| - I — 1,692; |  | - II — 0,917. |

Управление раздаточной коробкой — дистанционное, с электропневматическим приводом переключения передач. С 1988 года управление раздаточной коробкой — с пневматическим приводом.
Привод механизма блокировки дифференциала — пневматический, с дистанционным управлением.
Отбор мощности от раздаточной коробки — до 44,12 кВт (60 л. с.).
Передача мощности от силового агрегата к мостам осуществляется при помощи карданной передачи.
Автомобиль имеет четыре карданных вала: промежуточный, привода среднего моста, привода заднего моста и привода переднего моста.
Главная передача ведущих мостов — двойная: пара конических шестерён со спиральным зубом и пара цилиндрических косозубых шестерён; передаточное число 7,22.
Средний мост — проходной.
Передний мост выполнен с шарнирами равных угловых скоростей дискового типа («Тракта»).
Рулевой механизм представляет собой винт с шариковой гайкой и поршень-рейку, которая находится в зацеплении с зубчатым сектором вала сошки.
Рулевое управление с гидроусилителем, передаточное число рулевого механизма — 20.

### Подвеска, колёса, тормоза
Колёса — дисковые, обод 310—533. Шины 1220×400-533 модели ИП-184 (широкопрофильные), на автомобиле КАМАЗ-43101 — с регулируемым давлением воздуха в пределах 0,8-3,2 кгс/см2 в зависимости от дорожных условий. На автомобилях КАМАЗ-43105 и КАМАЗ-43106 давление воздуха в шинах передних и задних колёс 3,5 кгс/см2. Число колёс 6 + 1 (запасное).
Подвеска рессорная, передняя на полуэллиптических рессорах с амортизаторами, задние концы рессор скользящие.
Задняя подвеска балансирная с реактивными штангами, также построена на полуэллиптических рессорах, концы рессор — скользящие.
Рабочая тормозная система выполнена на барабанных тормозных механизмах, диаметр барабана 400 мм, ширина накладок 140 мм, разжим — кулачковый.
Привод пневматический, двухконтурный, передние тормозные камеры типа 24, тележки — 24/24 с пружинными энергоаккумуляторами.
Стояночный тормоз пневматический, на тормоза тележки от пружинных энергоаккумуляторов, запасной тормоз совмещён со стояночным. Вспомогательный тормоз реализован в виде моторного замедлителя с пневматическим приводом.
Привод тормозов прицепа комбинированный (двух- и однопроводный).
Пневматический привод тормозов оборудован термодинамической осушкой сжатого воздуха.

### Электрооборудование и лебёдка
Напряжение бортовой сети 24 вольта, две аккумуляторные батареи 6СТ-190ТР или 190TM.
На КАМАЗ-43101 устанавливался генератор Г288-Е с регулятором напряжения 111.3702, на КАМАЗ-43105 и КАМАЗ−43106 ставился генератор Г273-В с регулятором напряжения Я 120-М; стартер СТ142-Б1.
Лебёдка механическая, барабанного типа, с червячным редуктором и ленточным тормозом.
Приводится в действие от коробки отбора мощности через карданную передачу.
Трос лебёдки выдаётся вперёд и через блок может выдаваться назад.
Максимальное тяговое усилие при использовании полиспаста вперёд — 10 800 кгс, назад — 15 400 кгс; без полиспаста вперёд — 5400 кгс, назад — 7700 кгс.
Рабочая длина троса при выдаче вперёд составляет 74,5—76,5 м и при выдаче назад 81,5—83,5 м.

### Масса агрегатов (в кг)
двигатель — 740;
сцепление — 50;
коробка передач — 250;
раздаточная коробка с коробкой отбора мощности — 210;
карданные валы:
переднего моста — 23,
промежуточного моста — 38,
заднего моста — 19,
основного — 23;
передний мост — 640;
задний мост — 543;
средний мост — 552;
рама — 594,
кабина в сборе — 533,
платформа — 925,
лебёдка — 365.

## В игровой и сувенирной индустрии
Казанским объединением, называвшимся в разное время «Элекон» или «Арек» выпускается в масштабе 1:43 КАМАЗ-4310 и его модификации. Модель изготавливается из цинкового сплава и пластика.
- В игре Spintires

## Модификации

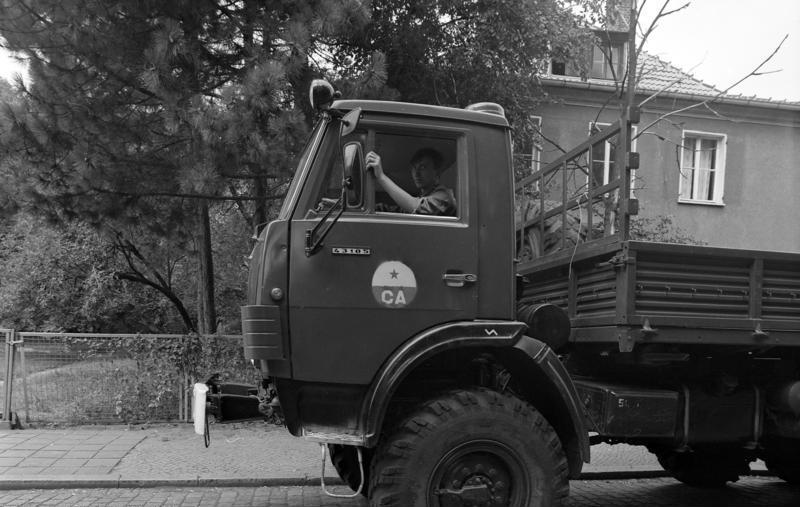
КАМАЗ-43105, ГСВГ, ВС СССР, август 1991 года

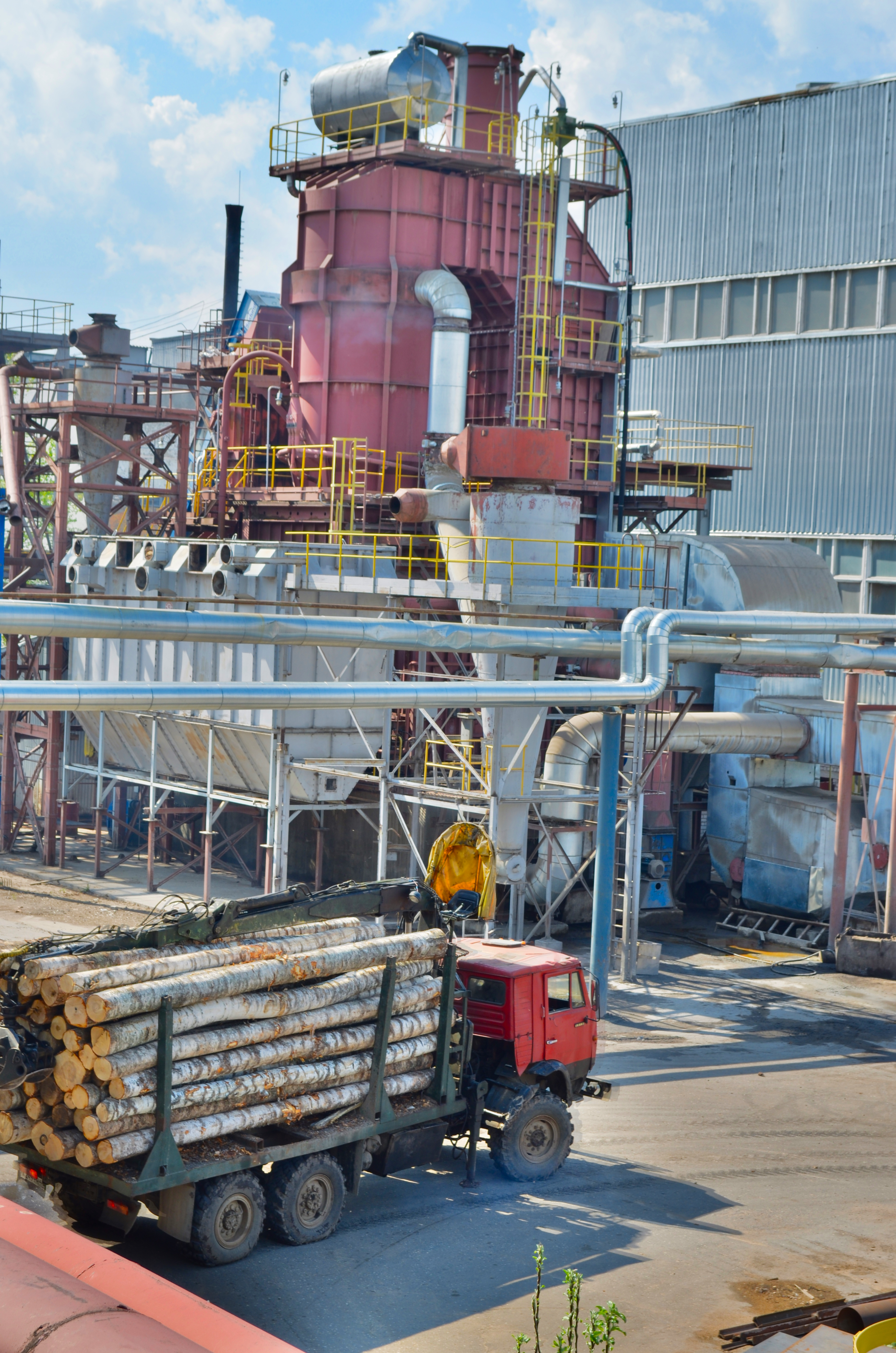
Лесовоз на базе КАМАЗ-4310, 2012 год

### КАМАЗ-43105
КАМАЗ-43105 — крупнотоннажный грузовой автомобиль повышенной проходимости, производился в 1981—1989 годах. Основное внешнее отличие от базовой модели КАМАЗ-4310 состояло в используемом кузове от модели КАМАЗ-5320 длиной 5100 мм вместо 4800 мм у КАМАЗ-4310. Как следствие, отсутствовала стойка с запасным колесом, которое было перемещено в кузов. Другим отличием от КАМАЗ-4310 было отсутствие лебёдки и системы регулирования давления в шинах.

### С4310 (спортивная модификация)
В конце 1980-х годов при заводе «КАМАЗ» была создана спортивная команда «КАМАЗ-мастер», целью которой стало участие в ралли-рейдах. При постройке своего первого спортивного грузовика, команда взяла за основу серийную модель КАМАЗ-4310. Соответственно, создаваемой спортивной модели был присвоен заводской индекс КАМАЗ-С4310.
Стандартный двигатель КАМАЗ-740 мощностью в 210 л. с. был форсирован до 290 л. с. за счёт установки турбокомпрессоров и увеличения подачи топлива. Помимо этого, на гоночный грузовик были установлены поршни с изменённым профилем, гасители крутильных колебаний, была модернизирована система смазки, в систему охлаждения были установлены вязкостная муфта и вентилятор с увеличенной производительностью. В ходовой части на машину были установлены более жёсткие рессоры и специальные амортизаторы. После проведённых ходовых испытаний, выявивших дефект балансировки трёхосного грузовика — при приземлении после очередного прыжка, автомобиль бился то средним, то задним мостом — на средний мост автомобиля были установлены оттяжные пружины от обычного культиватора.
В соответствии с требованиями FIA на автомобиль были установлены дуги безопасности. Ещё одним визуальным отличием С4310 от серийной модели стал новый тент платформы, окрашенный в жёлтый цвет, тогда как на стандартные заводские модели 4310 устанавливались тенты зелёного цвета.
В сентябре 1988 года КАМАЗ-С4310 дебютировал на раллийной трассе — на этих машинах экипажи команды «КАМАЗ-мастер» приняли участие в европейском ралли «Ельч», проходившем в окрестностях польского города Олава. Они заняли 2 и 4 места в личном зачёте, и первое — в командном.
В 1991 году на этой машине команда завоевала второе итоговое место на ралли-марафоне «Париж-Дакар».
Проводя дальнейшие усовершенствования конструкции С4310 (так, в 1991 году на автомобиль был установлен новый восьмицилиндровый двигатель КАМАЗ-7482 мощностью 430 л. с., впоследствии ставший базовым для серийных автомобилей «КАМАЗ»), команда «КАМАЗ-мастер» использовала эту машину в качестве своего гоночного грузовика вплоть до 1995 года. Следующие пять лет — вплоть до 2000 года — КАМАЗ-С4310 выполнял роль командного автомобиля технической поддержки (так называемой «технички»).

### КАМАЗ-4410
КАМАЗ-4410 — седельный тягач на базе КАМАЗ-4310.

### Тайфун −1
«Тайфун-1» — специальный бронированный автомобиль, созданный на базе шасси КАМАЗ-4310, предназначен для доставки личного состава подразделений особого назначения силовых ведомств к месту проведения специальных, антитеррористических и военных операций, а также непосредственного участия в них.

## Изображения

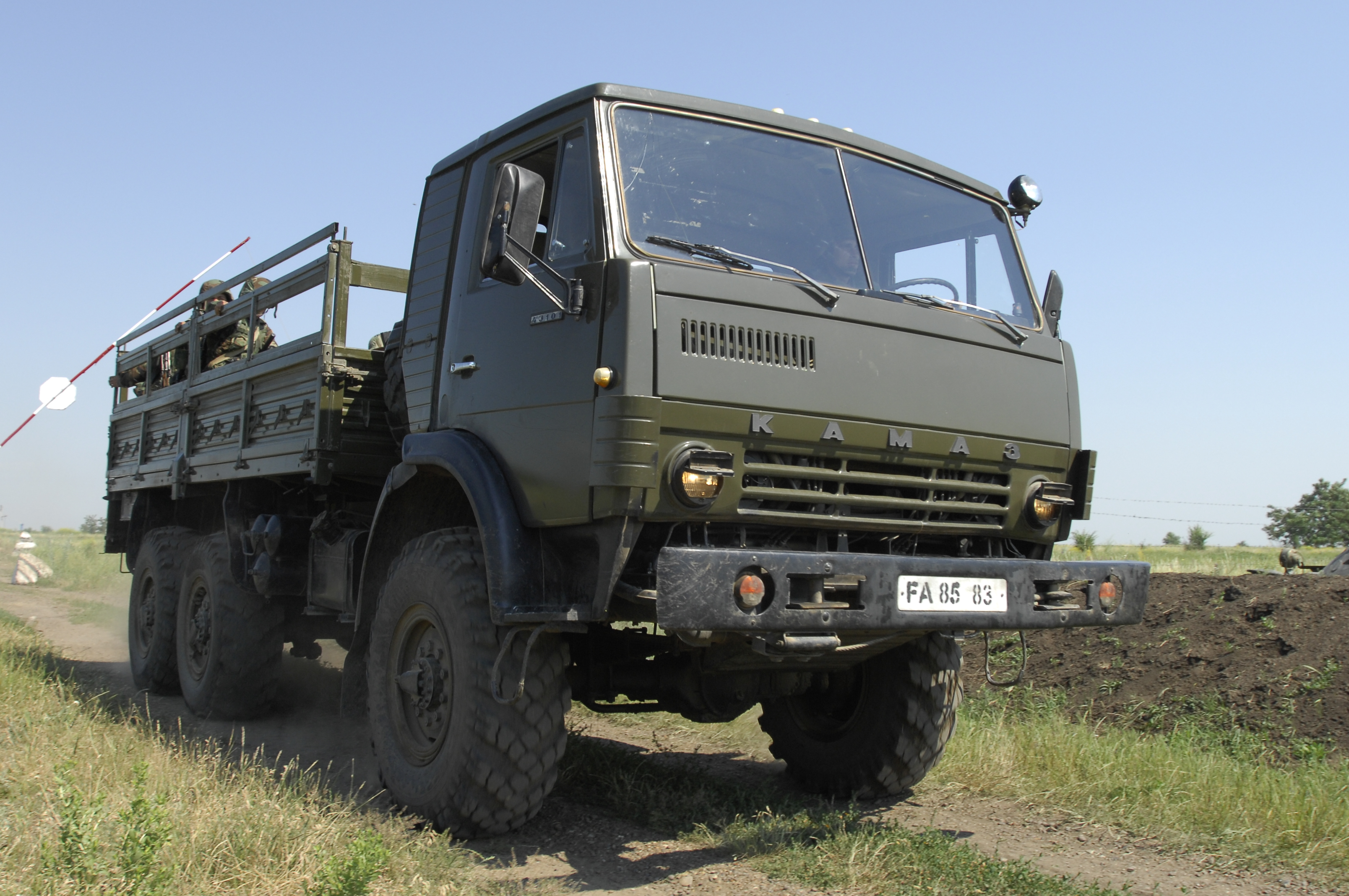
КАМАЗ-4310, грузовой автомобиль с бортовой платформой[5] (просторечное — бортовой автомобиль).
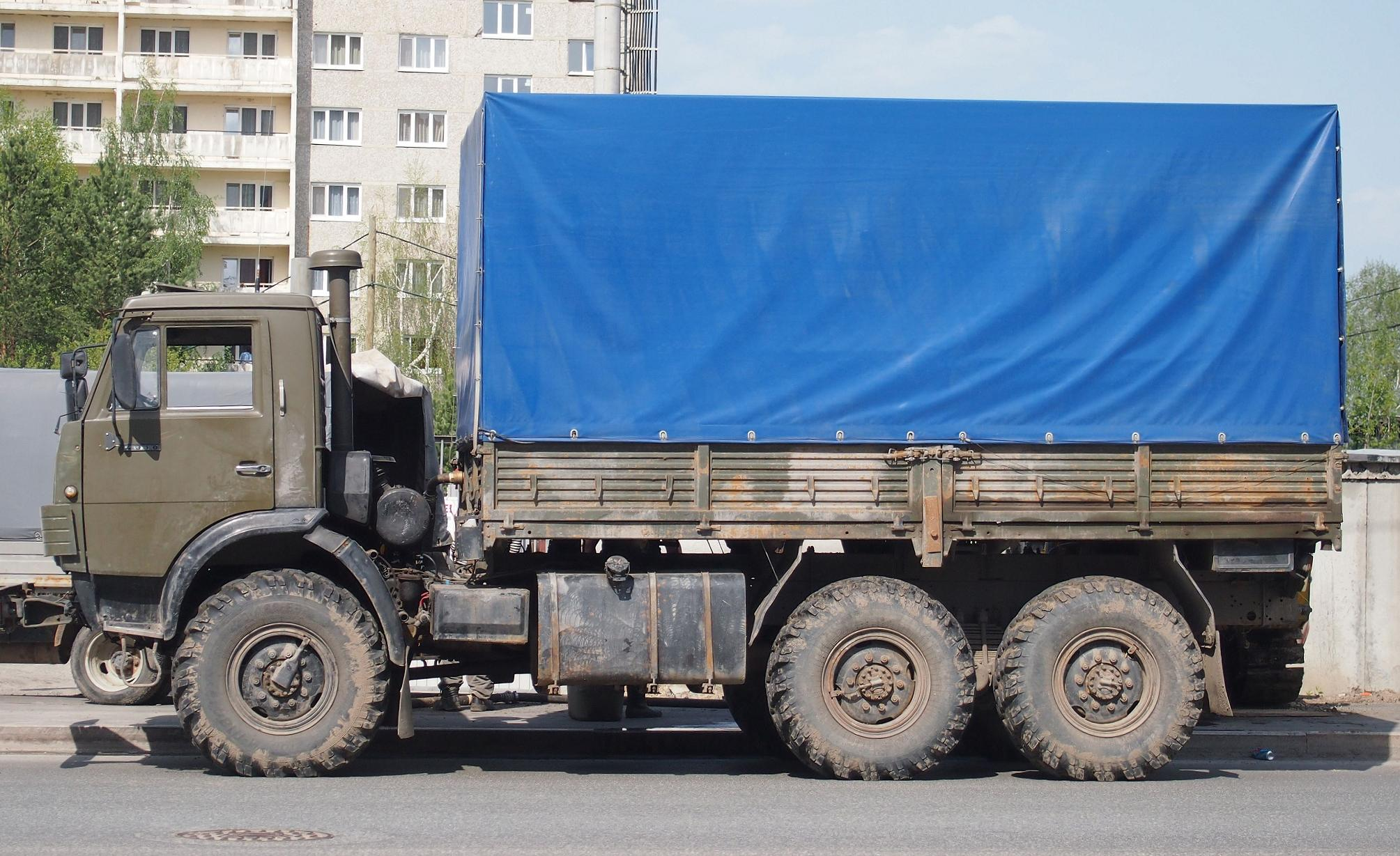
КАМАЗ-4310, грузовой автомобиль с тентованной бортовой платформой (просторечное — бортовой автомобиль).